# Lago Prespa
Los lagos Prespa  son dos lagos de agua dulce, Prespa e Madhe y Prespa e Vogël , en Europa suroriental, compartidos entre Albania (38,8 km²), Grecia (84,8 km²) y Macedonia del Norte (190 km²). Se ubican a una altitud de 853 metros. El lago grande está compartido entre los tres países, recibiendo los nombres de Преспанско Езеро, Prespansko Ezero (macedonio); Μεγάλη Πρέσπα, Limni Megáli Préspa (griego) y Liqeni i Prespes (albanés). El lago más pequeño solo está compartido entre Grecia (43,5 km²; griego: Μικρή Πρέσπα, Limni Mikrá Prespa) y Albania (3,9 km²; Prespa e Vogël). Son los lagos tectónicos más altos de los Balcanes, en una altitud de 853 m s. n. m.
En el siglo X, el zar Samuel de Bulgaria construyó la fortaleza y la iglesia de san Aquilio en una isla llamada Agios Achillios en el lago Prespa pequeño, en el lado griego de la frontera. La mayor isla en el lago Prespa Grande, en el lado de Macedonia del Norte, se llama Golem Grad ("Gran Ciudad"), y la isla de la Serpiente (Zmiski Ostrov). La otra isla Mal Grad ("Pequeña Ciudad" en Albania) es el lugar donde se encuentra un monasterio del siglo XIV, hoy arruinado, dedicado a san Pedro. Hoy, ambas islas están deshabitadas.
Debido a que el lago Prespa grande está alrededor de 150 metros por encima del lago Ohrid, que queda a solo 10 kilómetros al oeste, sus aguas fluyen por canales subterráneos en el karst y emergen en el extremo sur del lago Ohrid, al nivel del monasterio de San Naom. 
La ciudad más grande de la región es Resen en Macedonia del Norte.
Durante muchos años, la parte griega de la región de los lagos Prespa estaba despoblada, siendo un área de interés militar que requería un permiso especial para que los extranjeros la visitaran. Vio fieras luchas durante la guerra civil griega y gran parte de la población local, por lo tanto, emigró para escapar de la pobreza endémica y las luchas políticas. La región siguió estando poco desarrollada hasta los años setenta, cuando empezó a ser promovida como un destino turístico. Con abundante fauna y flora poco frecuente, la zona fue declarada parque transnacional en 2000. La zona contiene cuatro parques nacionales ubicados en Albania, Grecia y la Macedonia del Norte.
El parque nacional de Prespa en Albania (en albanés, Parku Kombëtar i Prespës) tiene una superficie de 27 750 hectáreas y abarca las fronteras de tres países: Albania, Grecia y Macedonia del Norte. Protege los lagos Prespa e Madhe y Prespa e Vogël y su fuente de agua. Es un territorio con una rica tradición cultural. Hay iglesias eremíticas bizantinas en la caverna de Tren, lago Prespa e Vogël, el castillo de Trajani, la iglesia de Santa María y la isla de Mal Grad. Los dos lagos se han convertido ahora en el parque Prespa Balcánico.
En 2014, la UNESCO añadió a la Red Mundial de Reservas de la Biosfera a la reserva transfronteriza de Ohrid-Prespa, con una superficie de 446.244 ha, entre los países de Albania y Macedonia del Norte.

## Galería de imágenes

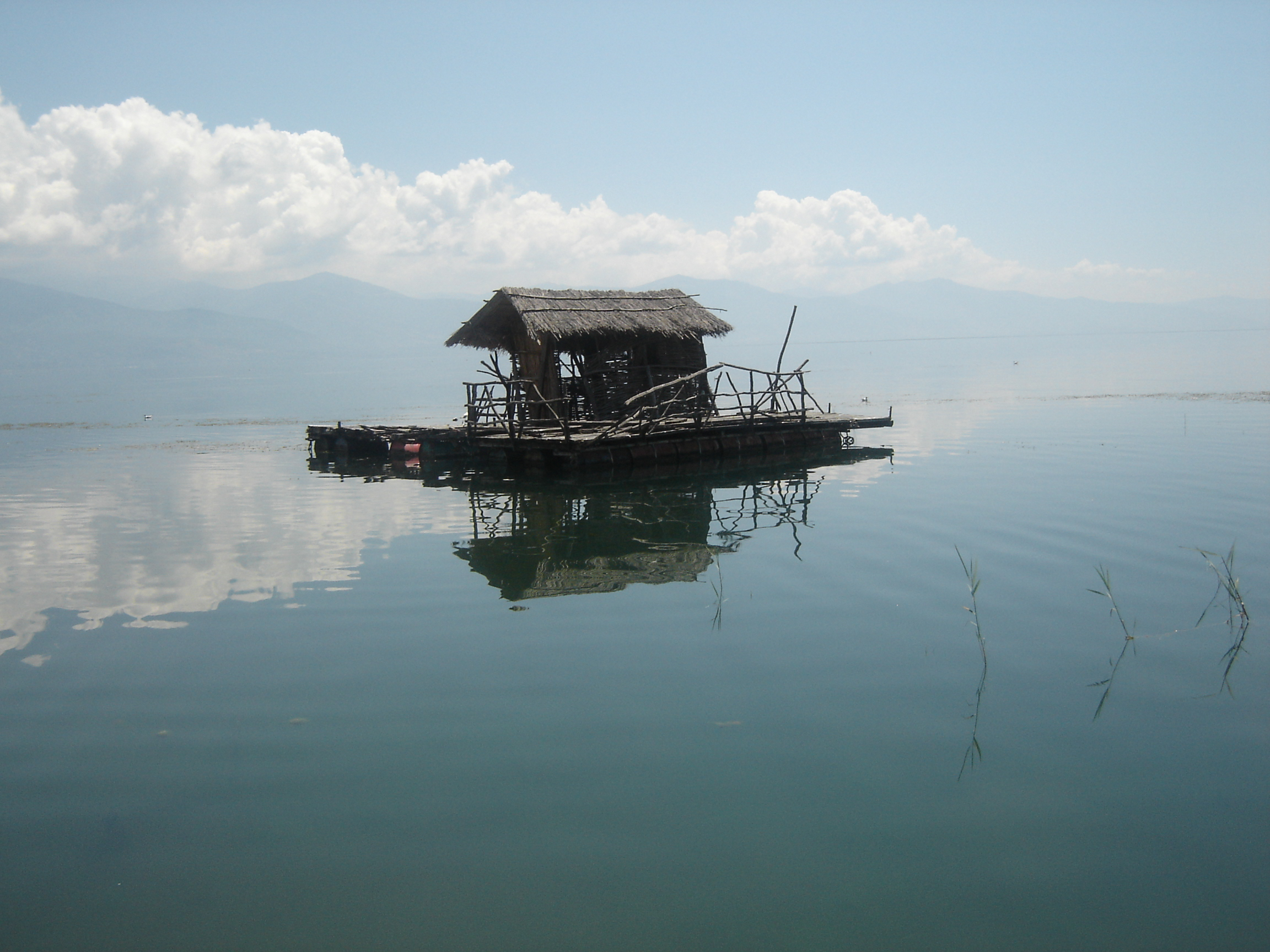
Cabaña de pescador en Oteševo, Macedonia del Norte.
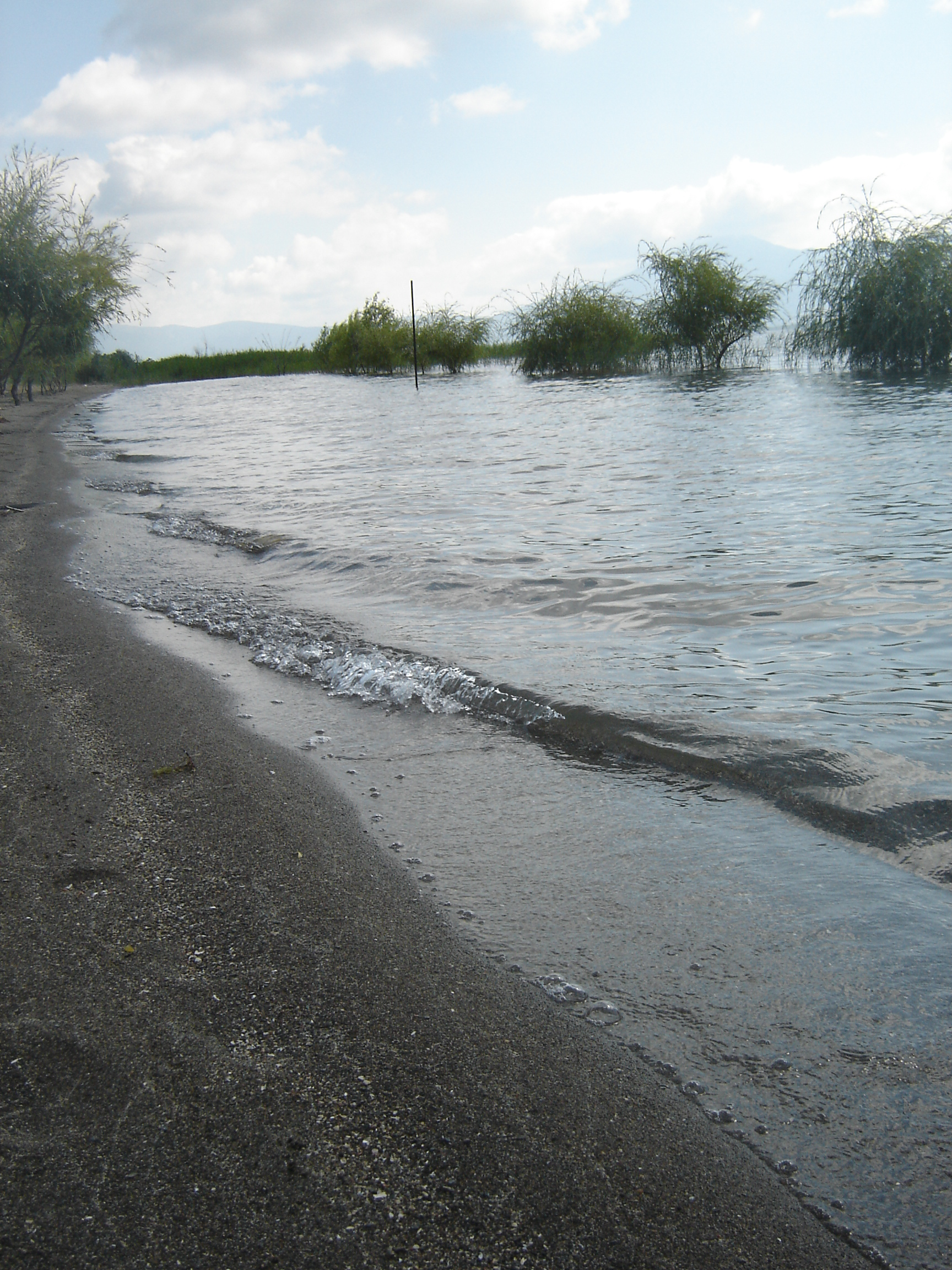
Playa "Ribarsko Selo" en Oteševo, Macedonia del Norte.
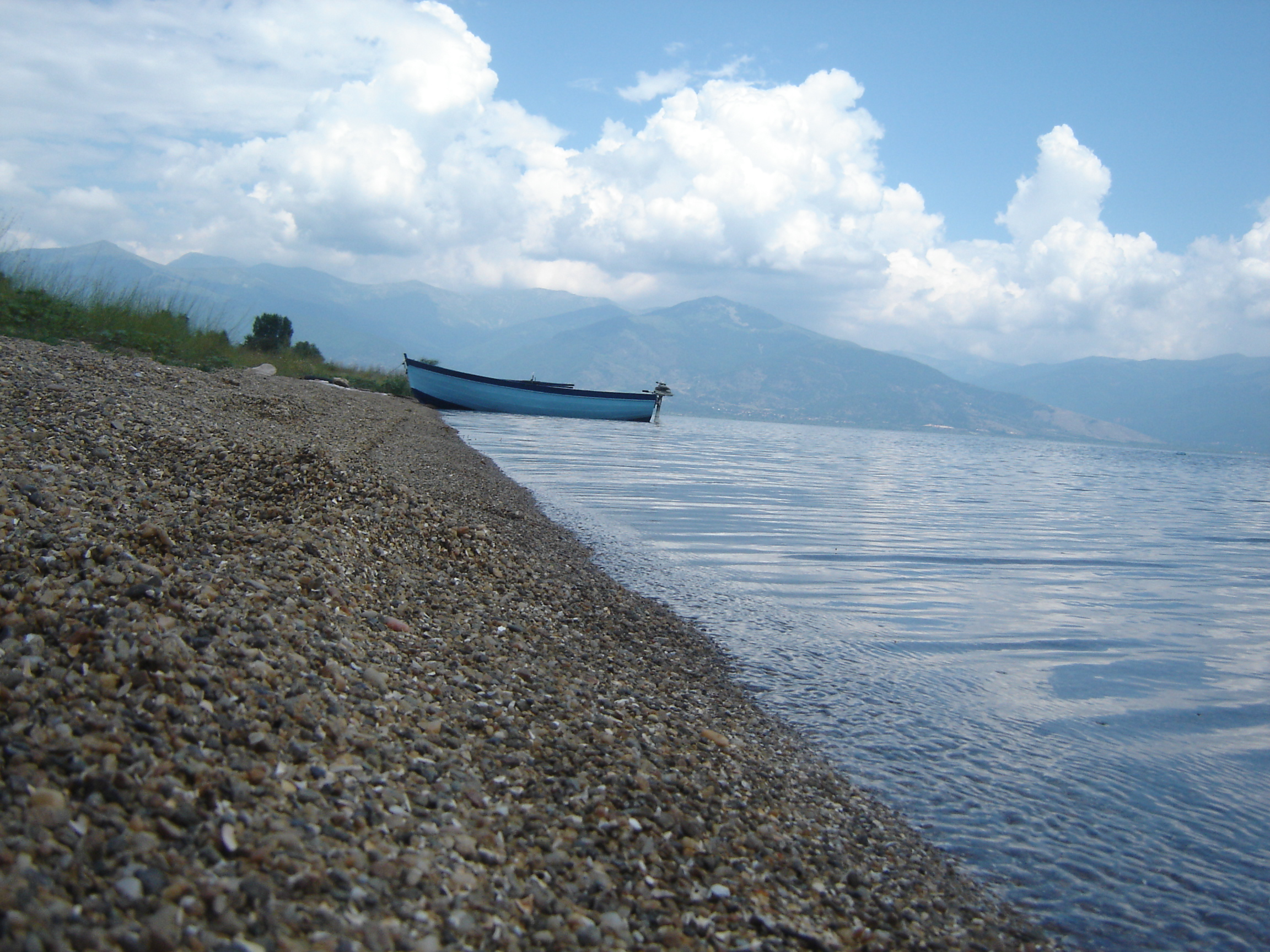
Playa en Konjsko, Macedonia del Norte.
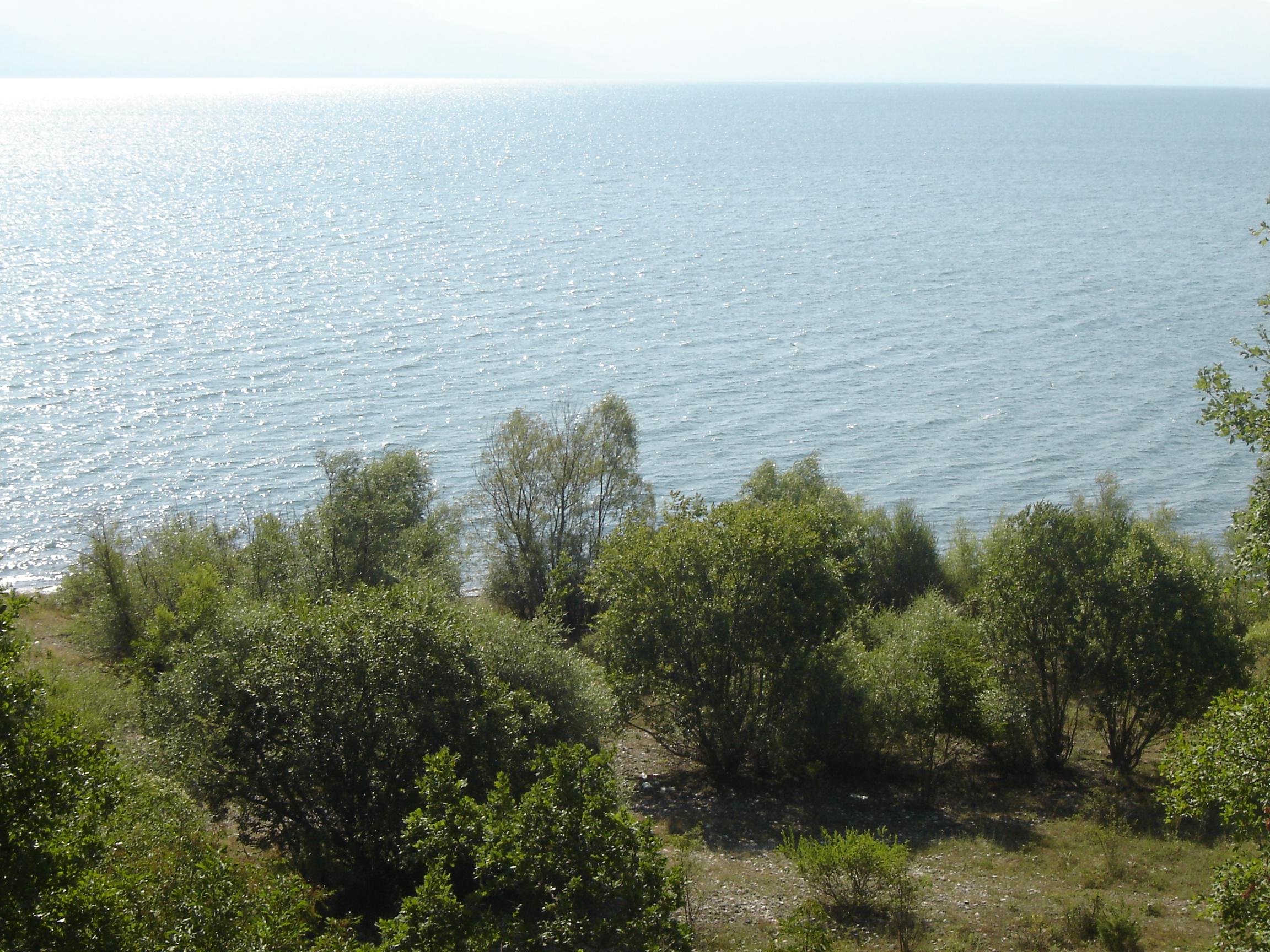
Prespa visto desde Oteševo - ruta Stenje en Macedonia del Norte.

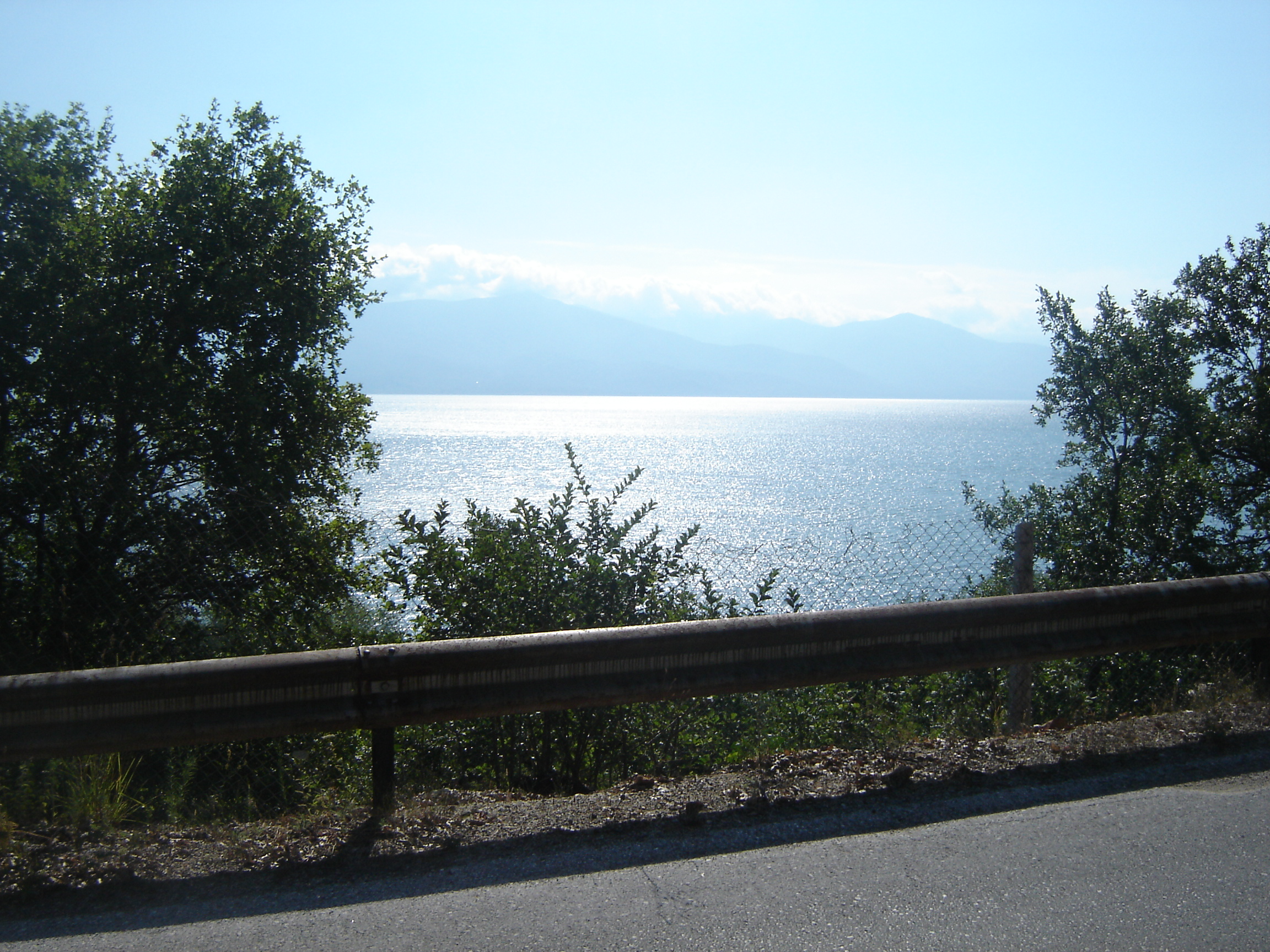
El lago visto desde Oteševo - ruta  Stenje.
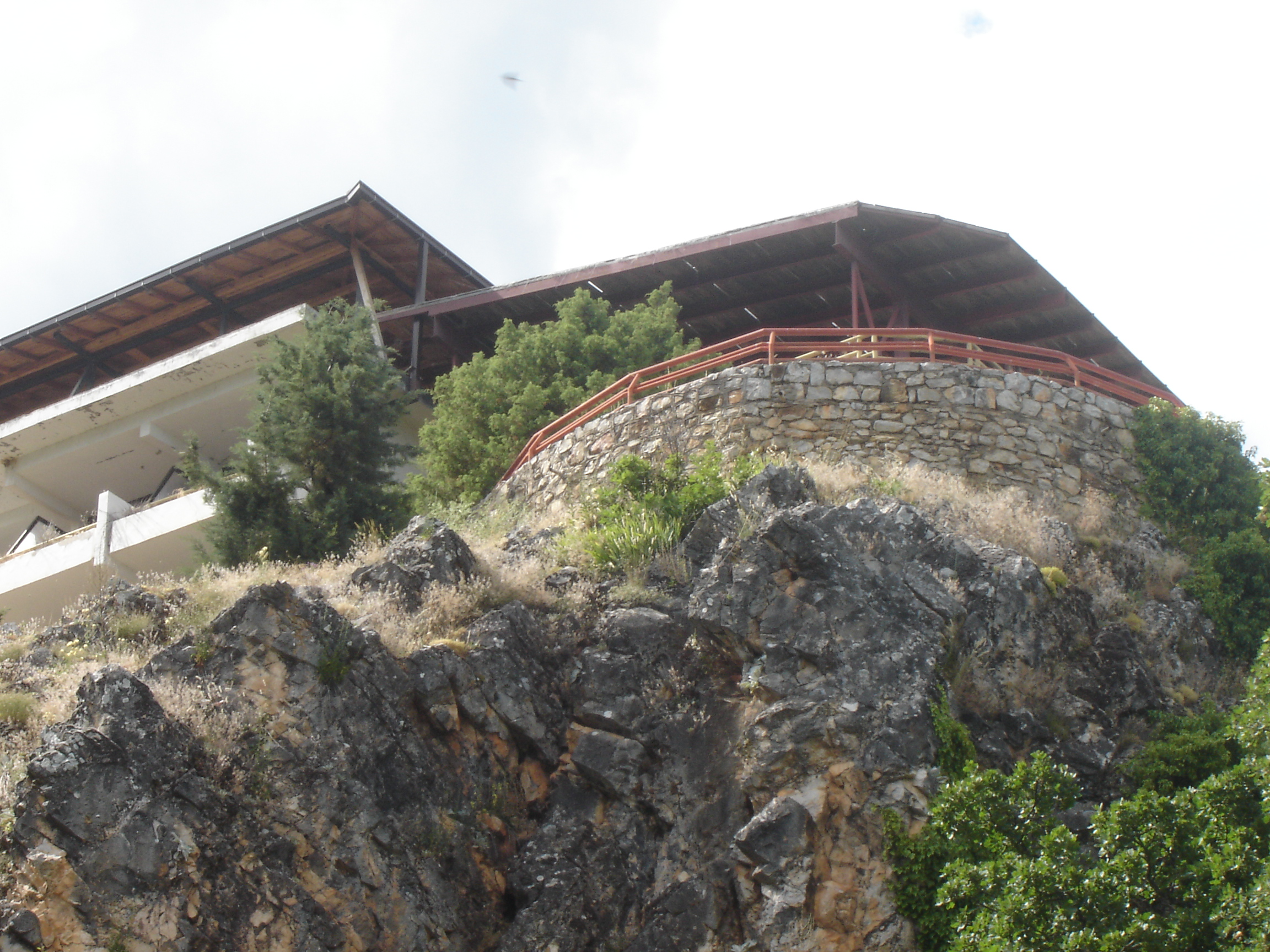
Hotel  "Evropa" en Oteševo, ahora abandonado.
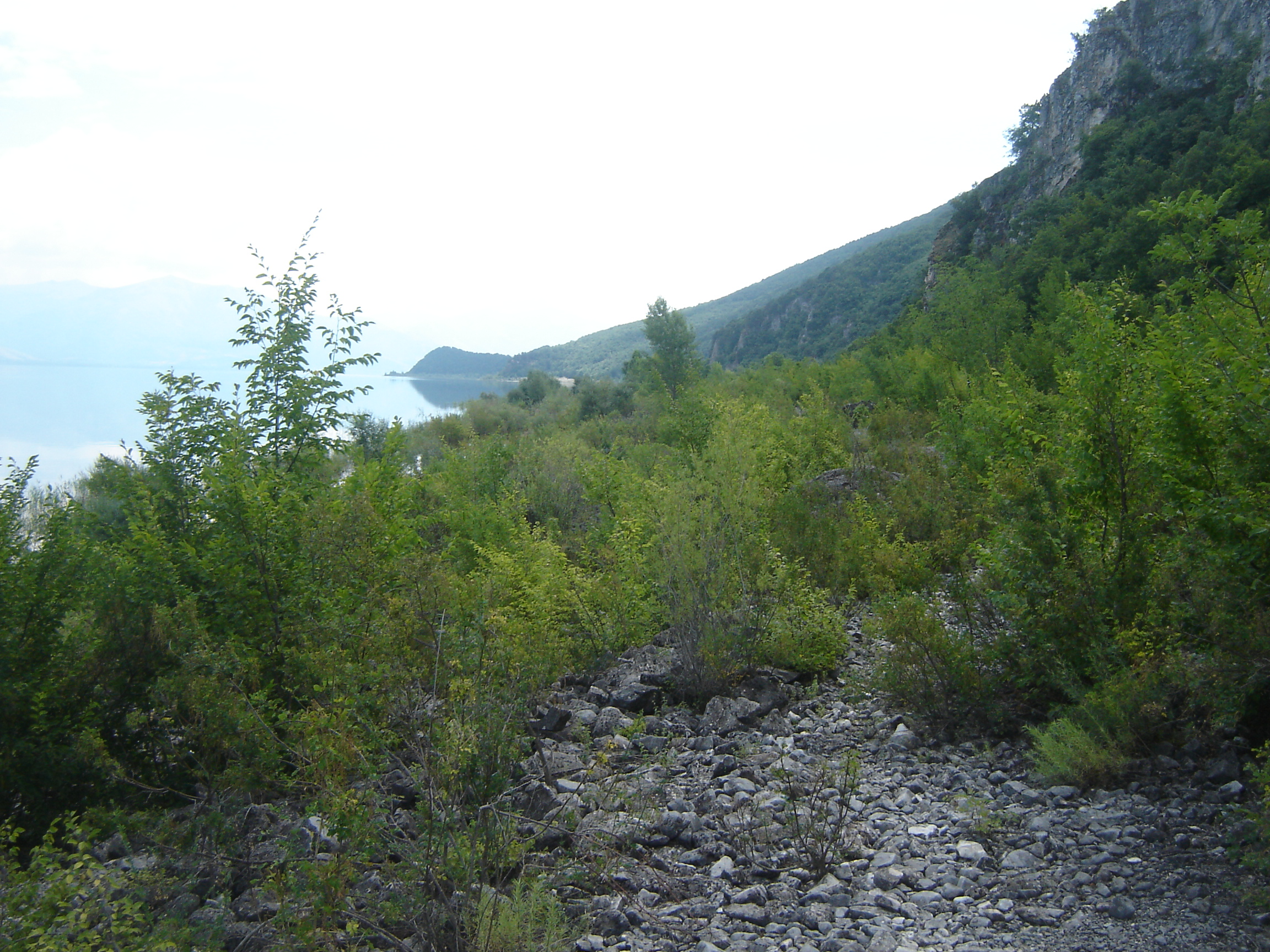
La costa sur (Stenje - Konjsko).
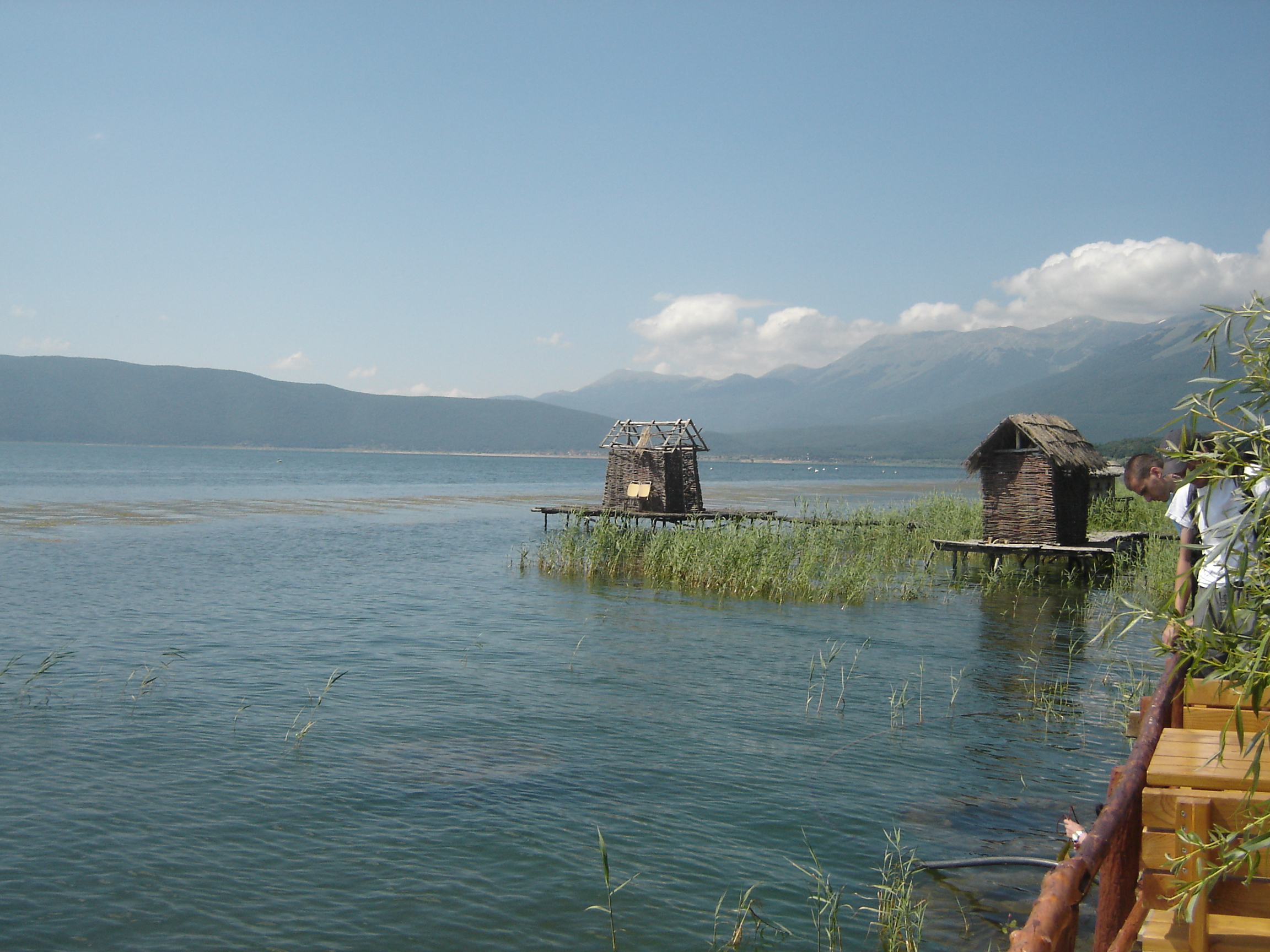
Cabaña de pescador en "Ribarsko Selo".